# Grumello del Monte
Grumello del Monte (lombardul: Grömèl del Mut) település Olaszországban, Lombardia régióban, Bergamo megyében. Lakosainak száma 7401 fő (2023. január 1.). Grumello del Monte Carobbio degli Angeli, Gandosso, Castelli Calepio, Chiuduno, Telgate és Palazzolo sull’Oglio községekkel határos.

## Népesség
A település lakossága az elmúlt években az alábbi módon változott:
| Lakosok száma | 7414 | 7427 | 7401 |
|               | 2017 | 2018 | 2023 |